# あいであ・らいふ
株式会社あいであ・らいふは、かつて存在した日本の出版社である。2008年12月15日に自己破産した。

## 会社概要
- 設立 : 1974年（昭和49年）
- 本社 : 東京都港区虎ノ門2-6-4虎ノ門11森ビル
- 代表者 : 嘉藤慎哉
- 資本金 : 1000万円

2008年12月15日、東京地方裁判所に自己破産を申請した。負債総額は2社で計24億6,000万円。

## 出版物

### 雑誌
- 男の隠れ家（月刊誌）
- 頭で儲ける時代（月刊誌）

| スタブアイコン | サブスタブ | この項目は、まだ閲覧者の調べものの参照としては役立たない、企業に関連した書きかけの項目です。この項目を加筆・訂正などしてくださる協力者を求めています（PJ:経済）。 |